# Botaurus
Botaurus is een geslacht van vogels uit de familie Ardeidae (reigers).

## Soorten
Het geslacht kent de volgende soorten:
- Botaurus cinnamomeus – Rossige woudaap
- Botaurus dubius – Zwartrugwoudaap
- Botaurus eurhythmus – Mantsjoerijse woudaap
- Botaurus exilis – Amerikaanse woudaap
- Botaurus flavicollis –  Zwarte woudaap
- Botaurus involucris – Gestreepte woudaap
- Botaurus lentiginosus – Noord-Amerikaanse roerdomp
- Botaurus minutus – Woudaap
- Botaurus pinnatus – Zuid-Amerikaanse roerdomp
- Botaurus poiciloptilus – Australische roerdomp
- Botaurus sinensis – Chinese woudaap
- Botaurus stellaris – Roerdomp
- Botaurus sturmii – Afrikaanse woudaap

### Uitgestorven
- † Botaurus novaezelandiae – Nieuw-Zeelandse woudaap